# Gastón Machín
Gastón Machín (Del Viso, Buenos Aires, Argentina; 23 de febrero de 1983) es un exfutbolista argentino. Su último equipo fue el Burgos CF de España.

## Trayectoria

### Argentinos Juniors
Juega de mediocampista. Surge de las inferiores de Argentinos Juniors (donde comenzó a jugar a los ocho años de edad) y debuta en Primera el 10 de marzo de 2002 en una derrota ante Estudiantes de La Plata por 2 a 1. Al poco tiempo se consolida como titular y permanece en la institución por varios años.

### Independiente
A fines de 2005, Independiente adquiere la totalidad del pase a cambio de una cifra cercana al millón de dólares.

### Newell's
En julio de 2008 es cedido a préstamo por un año a Newell's Old Boys, con opción de compra.

### Independiente
En marzo de 2009, se desvincula de Newell's y vuelve al Independiente, dueño del pase.

### Huracán
En enero de 2010, queda en libertad de acción y termina sumándose a Club Atlético Huracán el de 15 de enero. En la temporada del Apertura 2010 disputa 16 partidos y anotaría 3 goles, uno en su debut ante Lanús, otro ante Godoy Cruz y el tercero ante Boca. Por Clausura 2011 marco solamente un gol ante Tigre y el la Temporada 2011/12 marcó un gol contra River. En total hasta la actualidad lleva disputado 60 partidos con la camiseta del Huracán y 5 goles marcados.

### Instituto
Luego de casi dos años y medio jugando en Huracán, en agosto de 2012 llega al Instituto también de la Primera B Nacional de Argentina.

## Clubes
| Club               | País      | Año       | PJ  | Goles |
| ------------------ | --------- | --------- | --- | ----- |
| Argentinos Juniors | Argentina | 2002-2005 | 110 | 7     |
| Independiente      | Argentina | 2006-2008 | 63  | 3     |
| Newell's           | Argentina | 2008      | 16  | 0     |
| Independiente      | Argentina | 2009      | 10  | 0     |
| Huracán            | Argentina | 2010-2012 | 72  | 6     |
| Patronato          | Argentina | 2012-2014 | 56  | 3     |
| Instituto          | Argentina | 2014-2016 | 64  | 0     |
| Argentinos Juniors | Argentina | 2016-2019 | 64  | 1     |
| Burgos             | España    | 2019      | 6   | 0     |